# Liste der Wappen in der Provinz Schlesien

Stadt- und Landkreise von Schlesien (1905)

Diese Liste zeigt die Wappen der Provinz Schlesien mit seinen ehemaligen elf Stadt- und 63 Landkreisen.

## Wappen der Provinz Schlesien

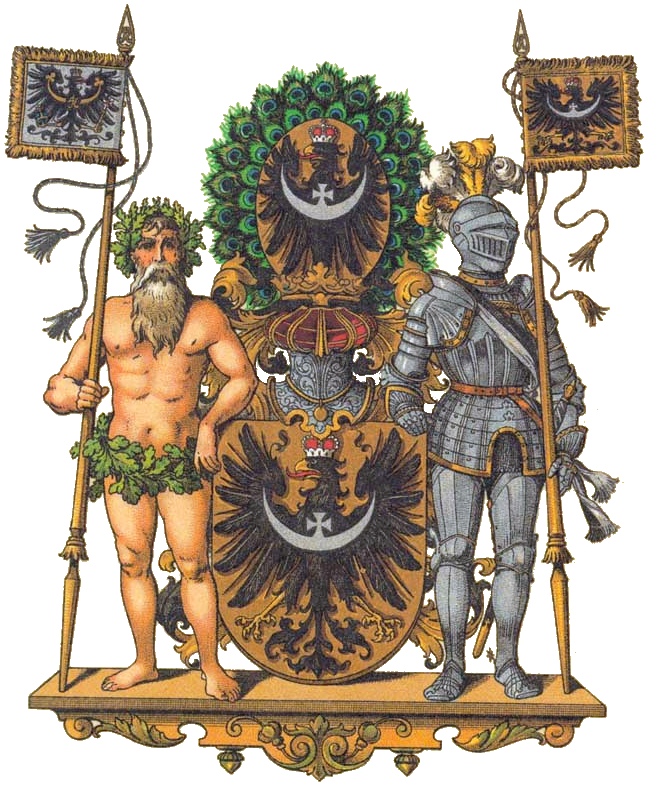
Provinz Schlesien
Lage der Provinz im Deutschen Reich

## Wappen der Stadtkreise in Schlesien

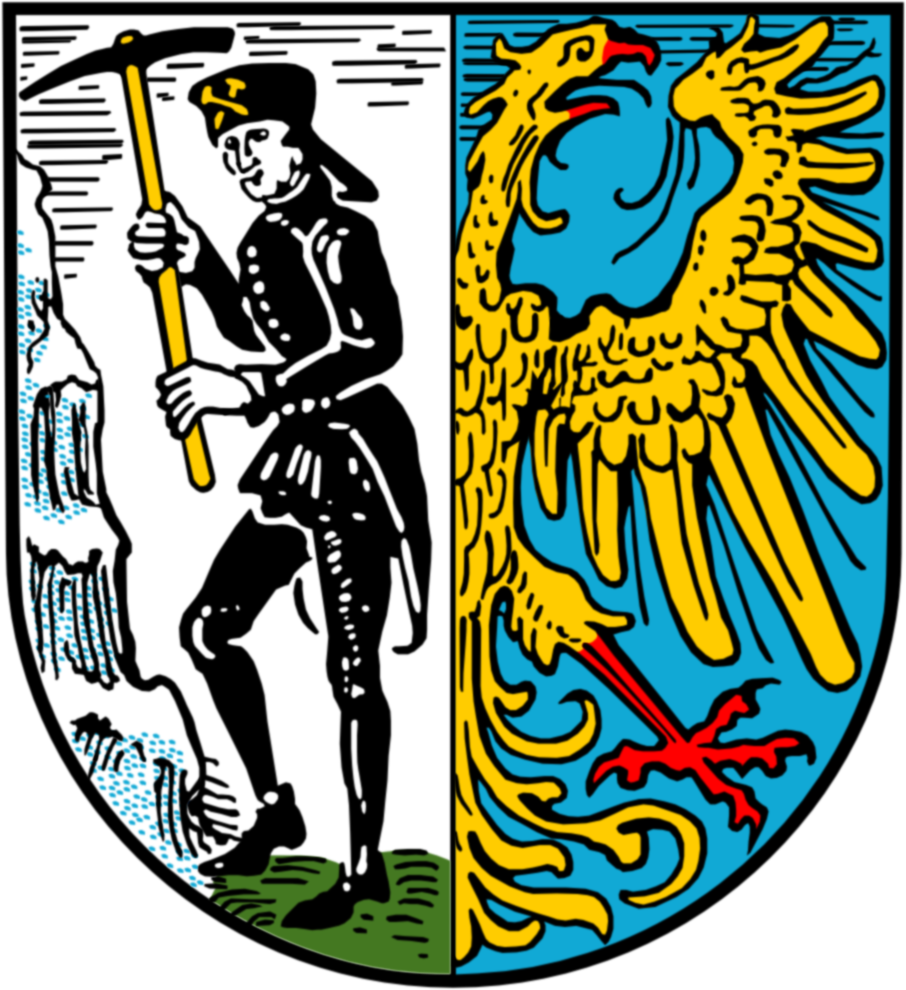
Beuthen
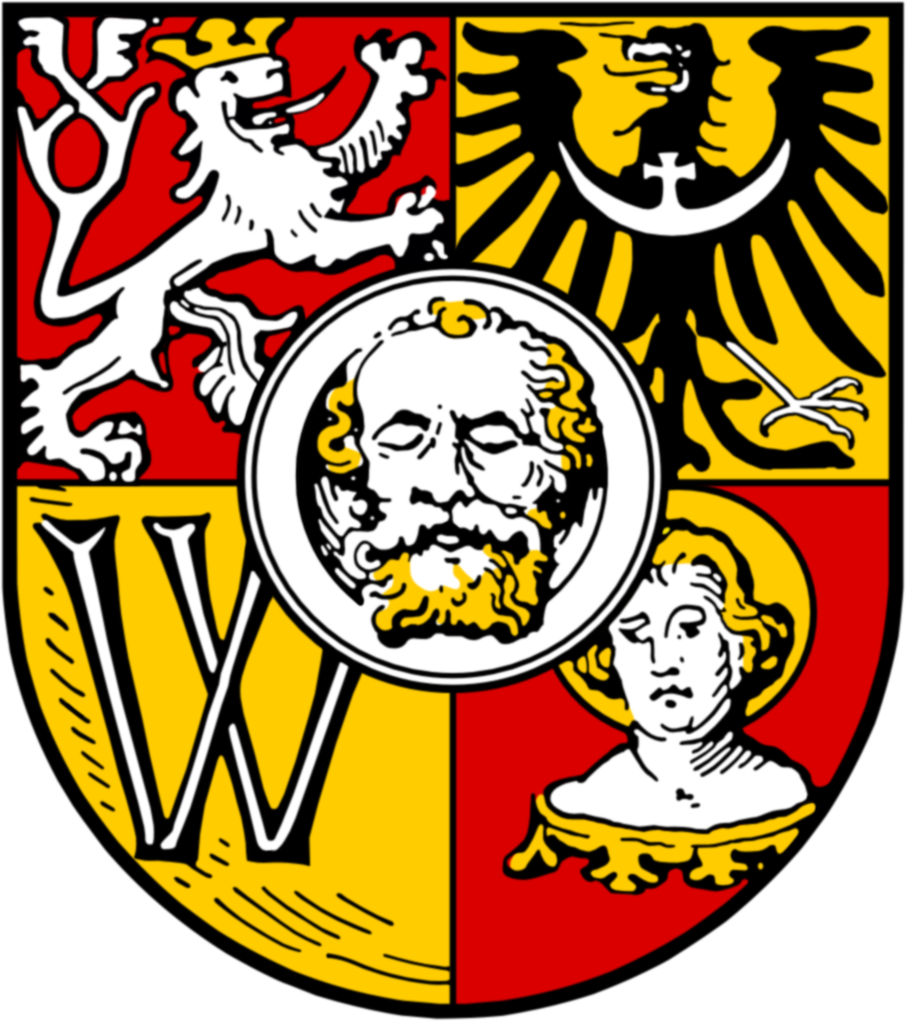
Provinzhauptstadt Breslau
Brieg
Gleiwitz
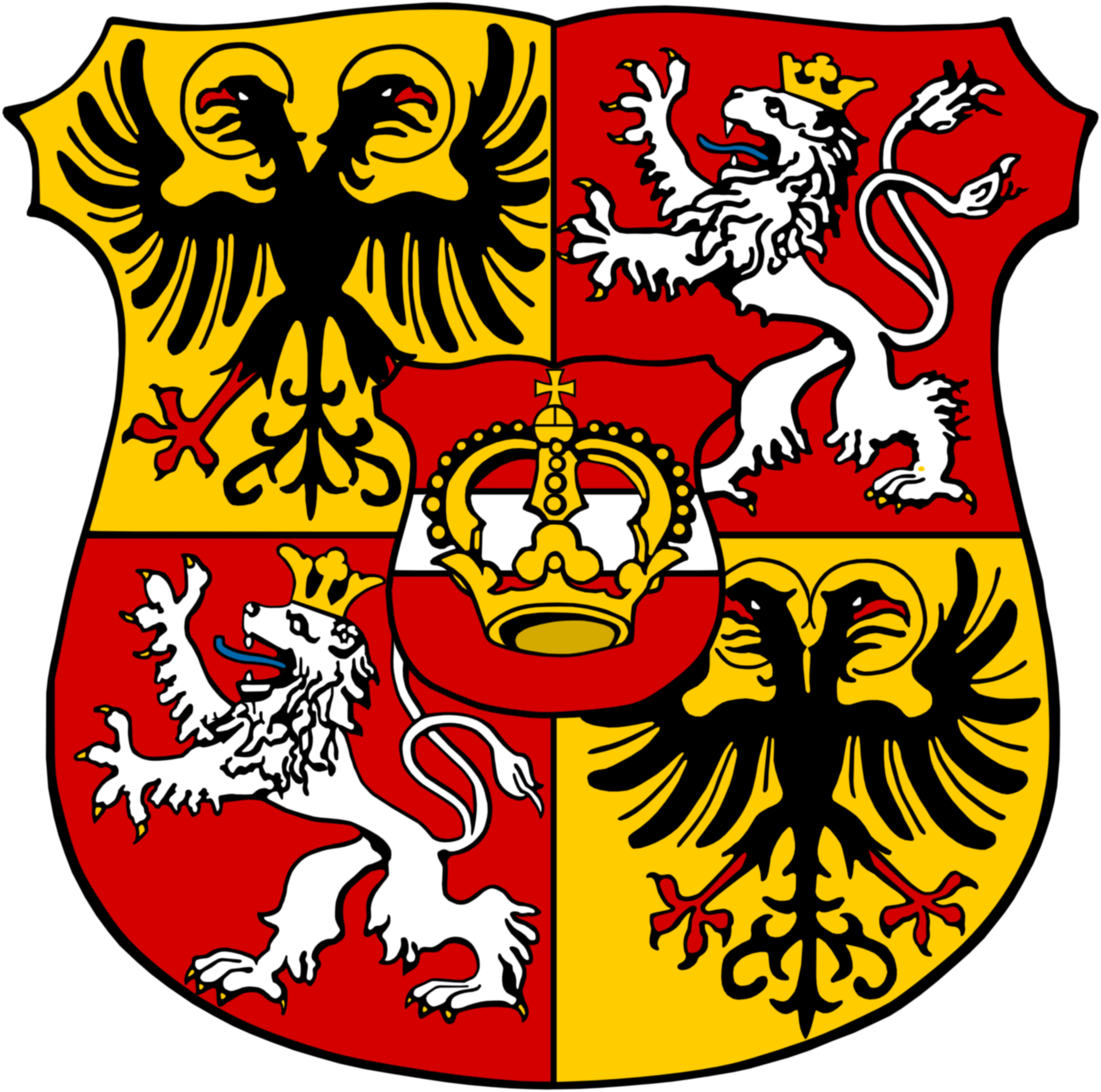
Görlitz
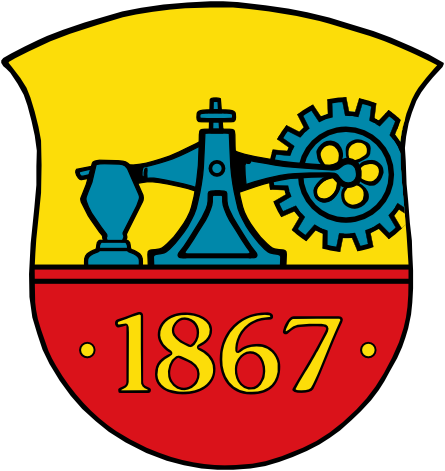
Kattowitz
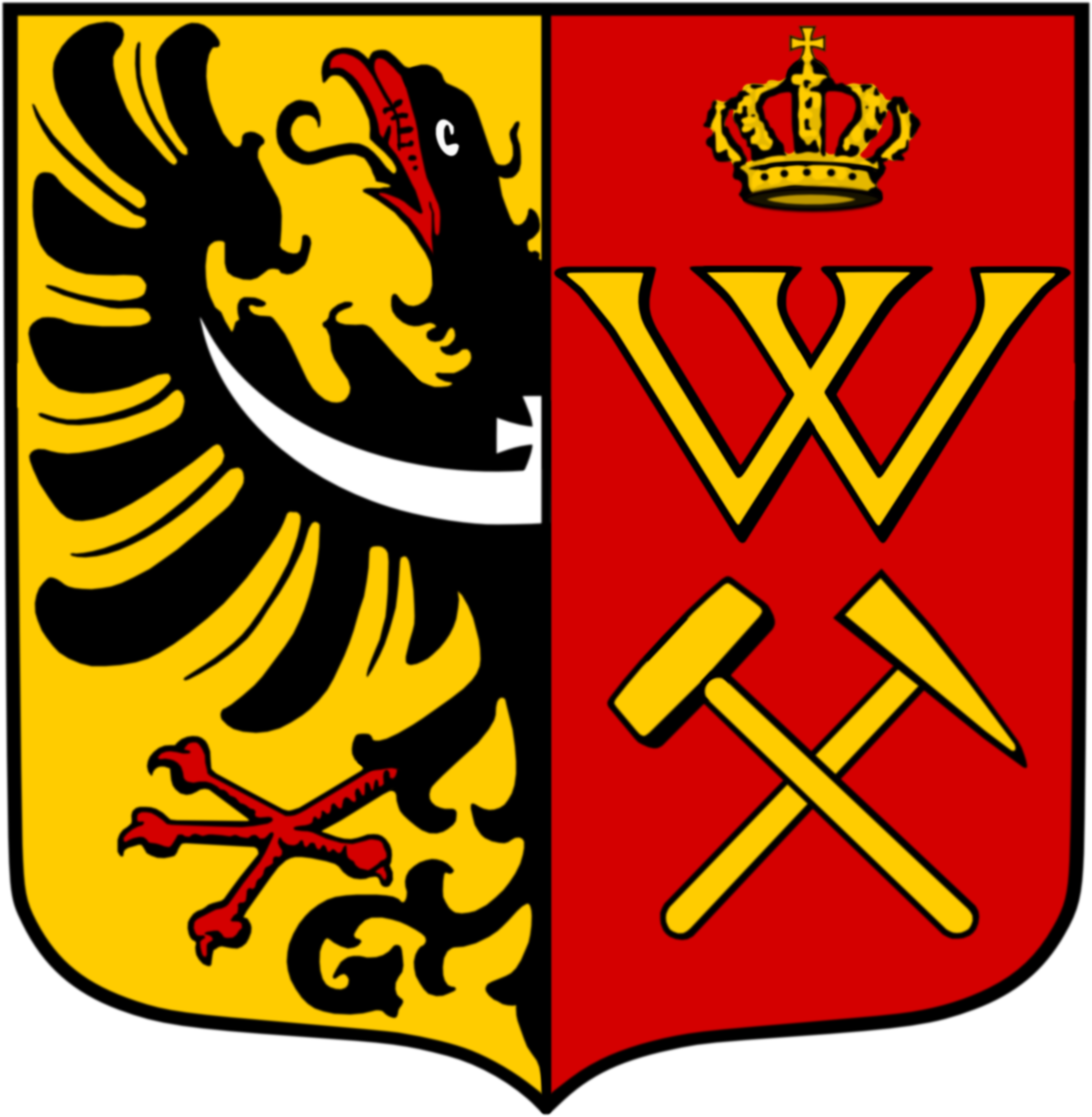
Königshütte
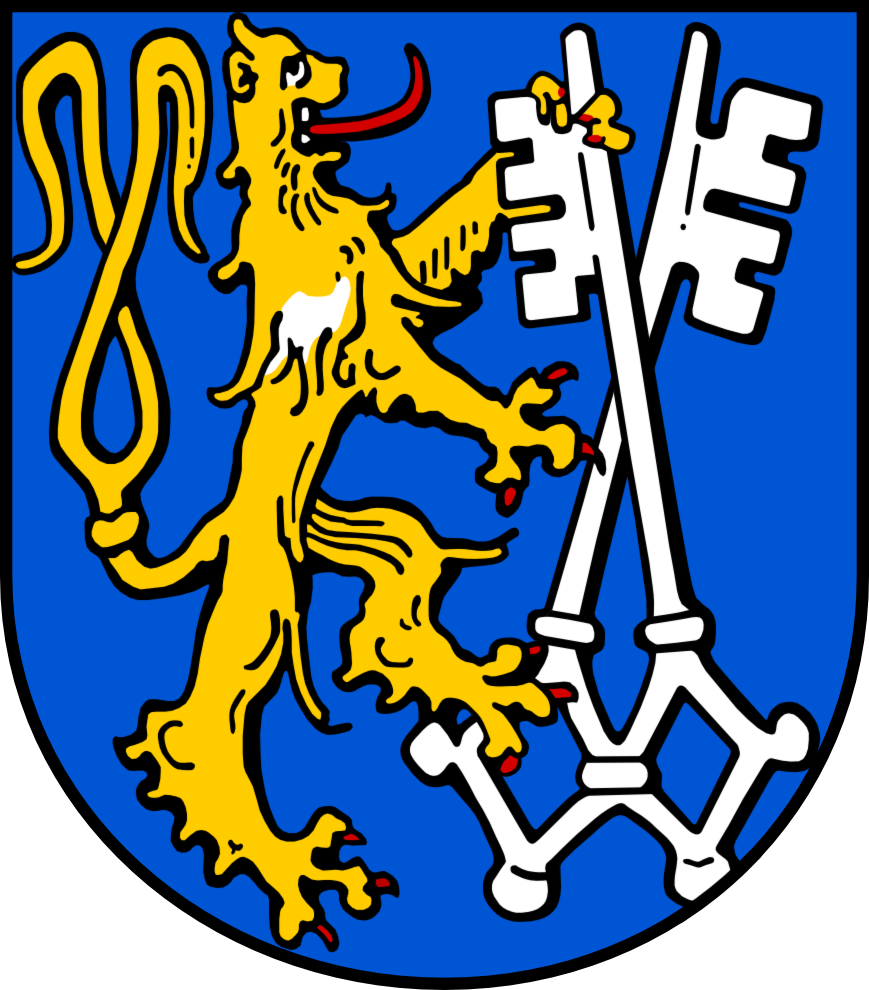
Liegnitz
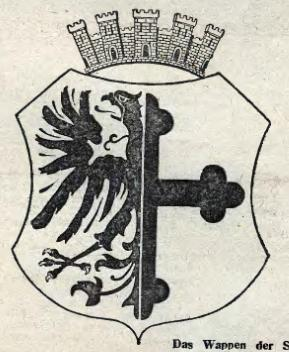
Oppeln
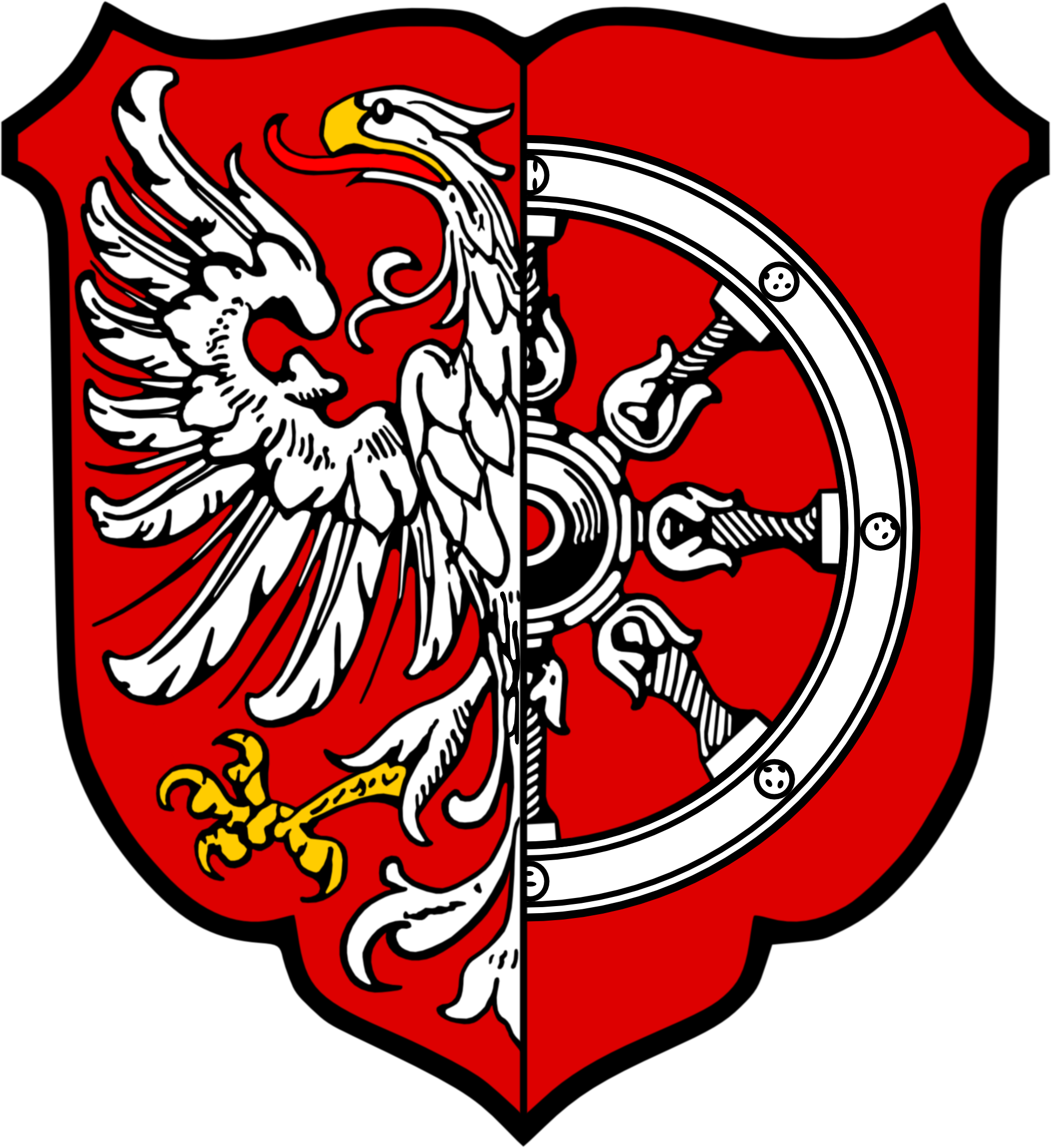
Ratibor
Schweidnitz

## Wappen der Landkreise in Schlesien

### Niederschlesien

Kreis Bolkenhain
Landkreis Breslau
Landkreis Brieg
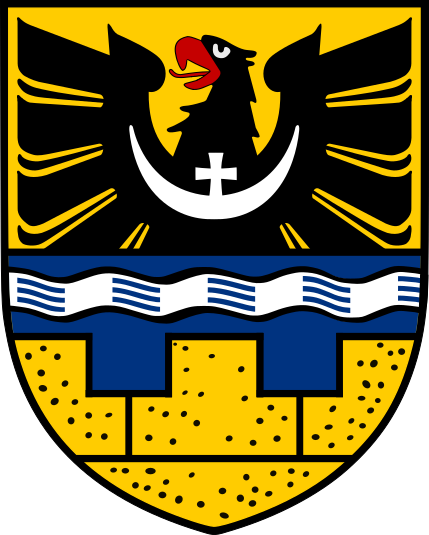
Landkreis Bunzlau
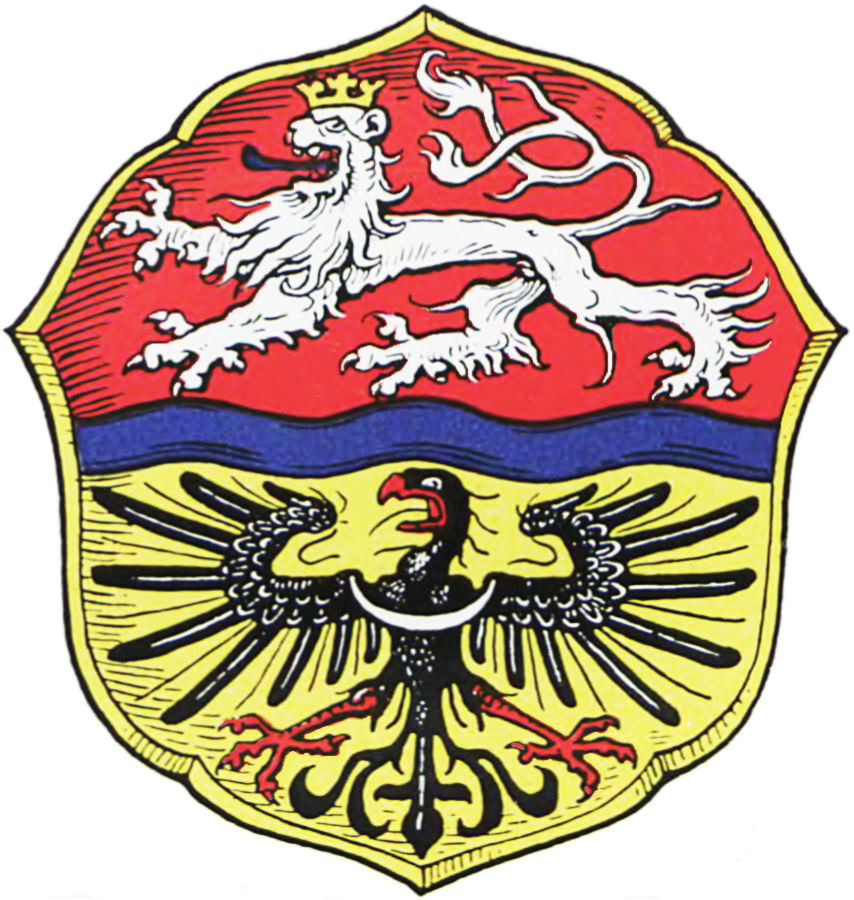
Landkreis Frankenstein
Landkreis Freystadt
Landkreis Görlitz
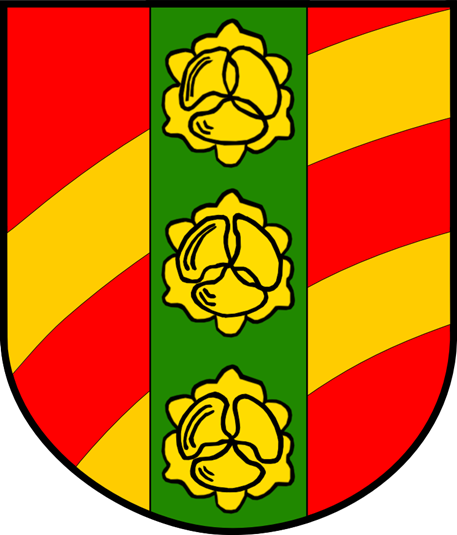
Landkreis Glatz
Landkreis Glogau
Landkreis Goldberg
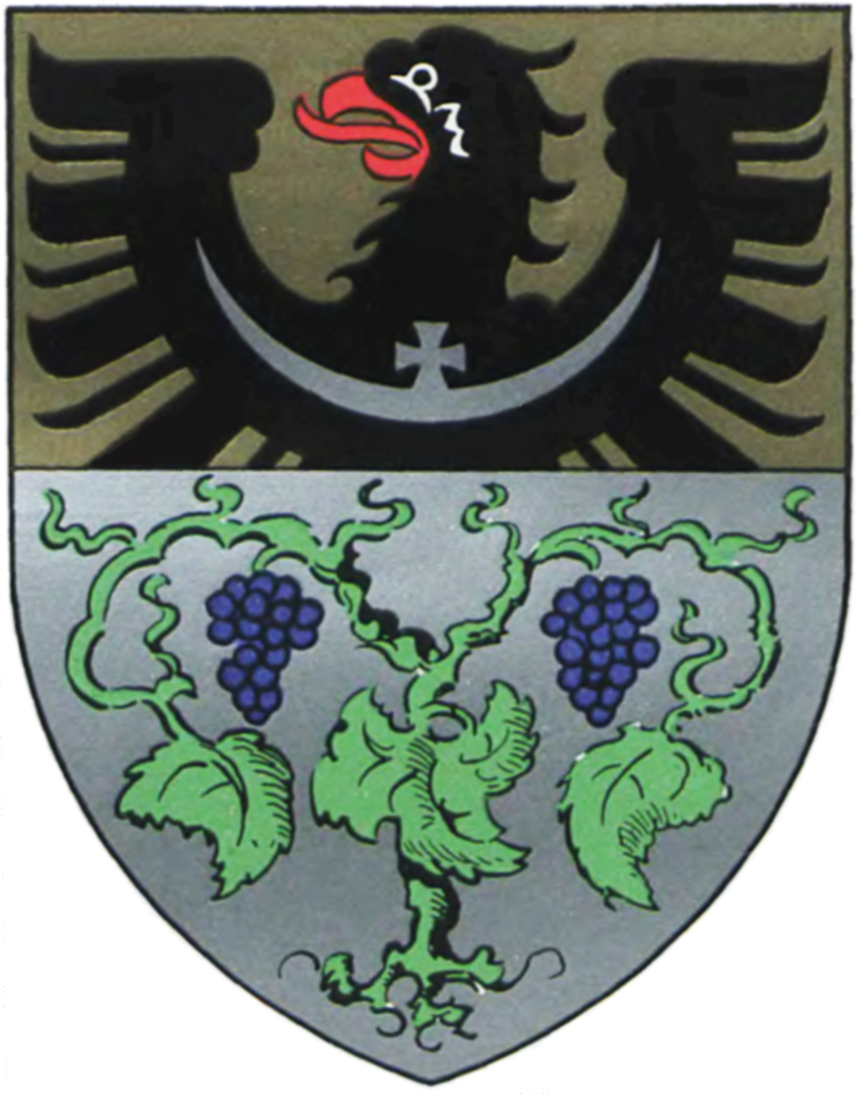
Landkreis Grünberg
Landkreis Groß Wartenberg
Landkreis Guhrau
Landkreis Habelschwerdt
Landkreis Hirschberg
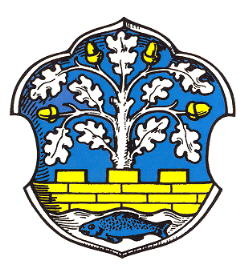
Landkreis Hoyerswerda
Landkreis Jauer
Landkreis Löwenberg
Landkreis Lüben
Landkreis Landeshut
Landkreis Lauban
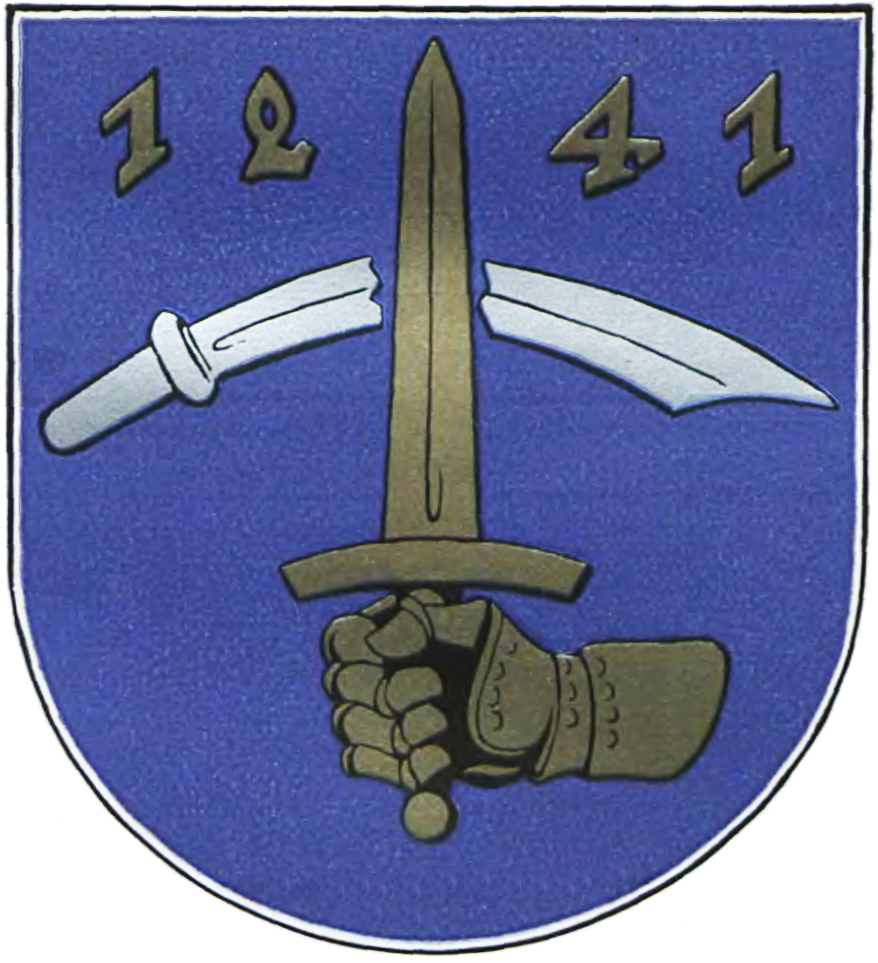
Landkreis Liegnitz
Landkreis Militsch
Kreis Münsterberg
Landkreis Namslau
Landkreis Neumarkt
Landkreis Neurode
Landkreis Nimptsch
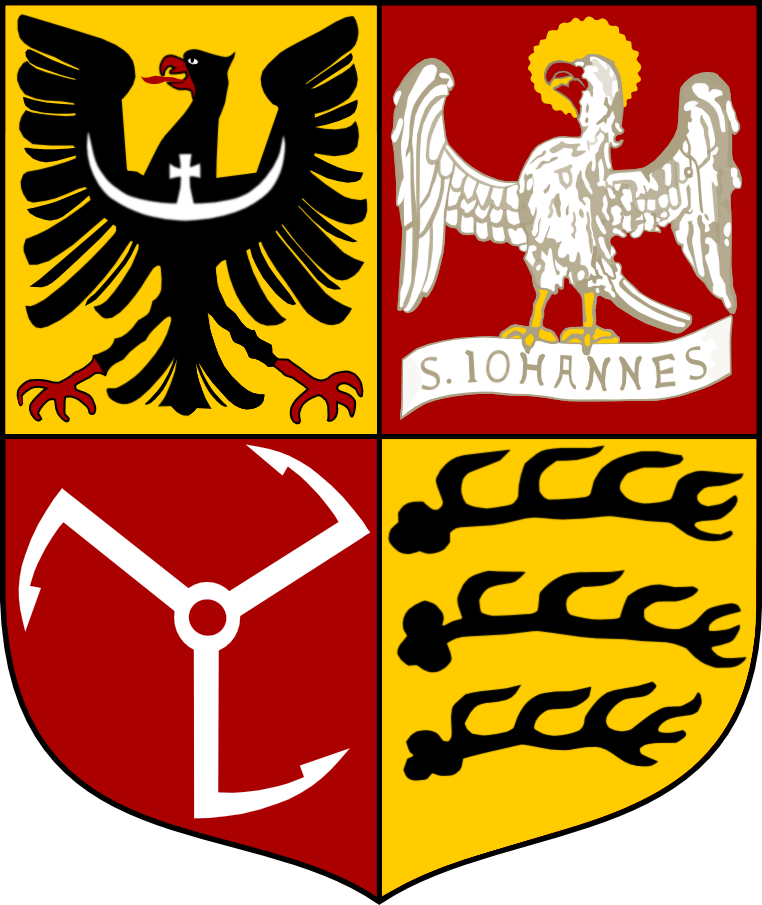
Landkreis Oels
Landkreis Ohlau
Landkreis Reichenbach
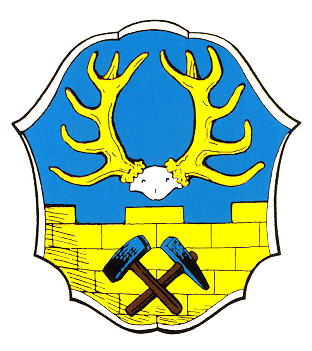
Landkreis Rothenburg
Landkreis Sagan
Landkreis Schönau
Landkreis Schweidnitz
Landkreis Sprottau
Kreis Steinau
Landkreis Strehlen
Landkreis Striegau
Landkreis Trebnitz
Landkreis Waldenburg
Landkreis Wohlau

### Oberschlesien

Landkreis Beuthen
Landkreis Beuthen-Tarnowitz
Landkreis Cosel
Landkreis Falkenberg O.S.
Landkreis Groß Strehlitz
Landkreis Grottkau
Landkreis Guttentag
Landkreis Hindenburg O.S.
Landkreis Kattowitz
Landkreis Kreuzburg O.S.
Landkreis Leobschütz
Kreis Lublinitz
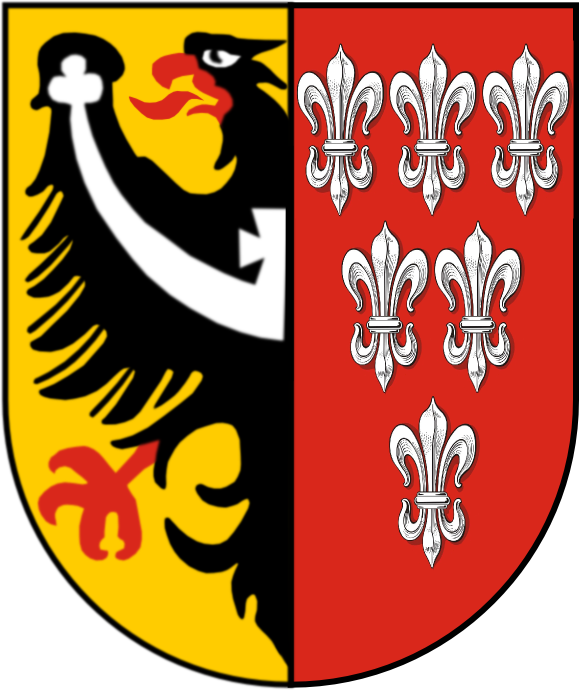
Landkreis Neisse
Landkreis Neustadt O.S.
Landkreis Oppeln
Kreis Pleß
Landkreis Ratibor
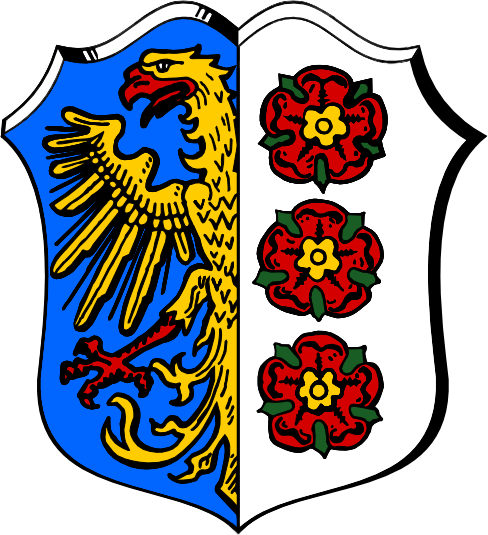
Landkreis Rosenberg O.S.
Kreis Rybnik
Kreis Tarnowitz
Landkreis Tost-Gleiwitz